# 山本郡 (福岡県)
- 令制国一覧 > 西海道 > 筑後国 > 山本郡
- 日本 > 九州地方 > 福岡県 > 山本郡

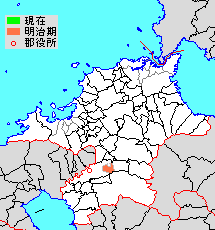
福岡県山本郡の位置

山本郡（やまもとぐん）は、福岡県（筑後国）にあった郡。

## 郡域
1878年（明治11年）に行政区画として発足した当時の郡域は、久留米市の一部（山本町各町・善導寺町各町・草野町各町・大橋町各町）にあたる。

## 歴史

### 近世以降の沿革
- 明治初年時点では全域が筑後久留米藩領であった。「旧高旧領取調帳」に記載されている明治初年時点での村は以下の通り。（1町29村）

放光寺村、高椋村、下野村、柳坂村、宮園村、西泉村、中泉村、東泉村、浅井村、山本村、庄村、吉木村、矢作村、夫婦木村、今山村、草野町、小山田村、紅桃林村、竜泉寺村、蜷川村、指出村、石浦村、常持村、勿躰島村、飯田村、与田村、木塚村、津遊村、古北村、高畠村
- 明治4年
  - 7月14日（1871年8月29日） - 廃藩置県により、久留米県の管轄となる。
  - 11月14日（1871年12月25日） - 第1次府県統合により、全域が三潴県の管轄となる。
- 明治9年（1876年） - 三潴県により以下の町村の統合が行われる。（12村）
  - 豊田村 ← 放光寺村、高椋村、下野村、柳坂村、宮園村
  - 耳納村 ← 西泉村、中泉村、東泉村、浅井村、山本村、庄村
  - 合楽村 ← 夫婦木村、今山村、小山田村
  - 草野村 ← 草野町、指出村、石浦村
  - 竜泉寺村が紅桃林村に、勿躰島村が飯田村に、津遊村・古北村・高畠村が木塚村にそれぞれ合併。
  - 8月21日 - 第2次府県統合により福岡県の管轄となる。
- 明治11年（1878年）11月1日 - 郡区町村編制法の福岡県での施行により、行政区画としての山本郡が発足。「御井御原山本郡役所」が御井郡久留米に設置され、同郡・御原郡とともに管轄。

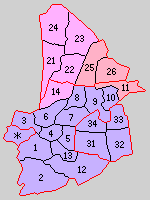
31.山本村 32.草野村 33.大橋村 34.善導寺村（紫：久留米市 1 - 14は御井郡 21 - 26は御原郡）

- 明治22年（1889年）4月1日 - 町村制の施行により、以下の町村が発足。全域が現・久留米市。（4村）
  - 山本村 ← 豊田村、耳納村
  - 草野村 ← 紅桃林村、草野村、矢作村、吉木村
  - 大橋村 ← 常持村、蜷川村、合楽村
  - 善導寺村 ← 木塚村、与田村、飯田村
- 明治27年（1894年）7月21日 - 草野村が町制施行して草野町となる。
- 明治29年（1896年）4月1日 - 郡制の施行のため、「御井御原山本郡役所」の管轄区域をもって三井郡が発足。同日山本郡廃止。

## 行政
御井・御原・山本郡長
| 代 | 氏名 | 就任年月日                | 退任年月日                | 備考                                   |
| -- | ---- | ------------------------- | ------------------------- | -------------------------------------- |
| 1  |      | 明治11年（1878年）11月1日 |                           |                                        |
|    |      |                           | 明治29年（1896年）3月31日 | 御井郡・御原郡との合併により山本郡廃止 |